# Astatotilapia burtoni
Astatotilapia burtoni är en fiskart som först beskrevs av Günther, 1894.  Astatotilapia burtoni ingår i släktet Astatotilapia och familjen Cichlidae. IUCN kategoriserar arten globalt som livskraftig. Inga underarter finns listade.